# Norlie & KKV
Norlie & KKV è un duo musicale svedese formatosi nel 2008. È costituito dai rapper Sonny Fahlberg e Ken Kim Vadenhag.

## Storia del gruppo
Norlie & KKV sono saliti alla ribalta col primo album in studio Snart, certificato disco di platino dalla IFPI Sverige e classificatosi 17º nella Sverigetopplistan. È poi uscito il secondo LP, dal titolo Alla våra låtar (2016), progetto con cui hanno raggiunto la top five svedese e hanno ottenuto due dischi di platino; esso contiene Ingen annan rör mig som du, hit certificata settuplo platino dal ramo svedese della International Federation of the Phonographic Industry e candidata per un premio Grammis alla canzone dell'anno.
Se på oss, terzo progetto in studio, si è fermato alla 14ª posizione della classifica nazionale.

## Formazione
- Sonny Fahlberg – voce
- Ken Kim Vadenhag – voce

## Discografia

### Album in studio
- 2013 – Snart
- 2016 – Alla våra låtar
- 2019 – Se på oss
- 2024 – Sad Romance

### EP
- 2011 – En liten del av någonting
- 2016 – Alla våra låtar
- 2022 – Fantasi
- 2024 – Sad Romance Pt. 1

### Singoli
- 2011 – Samma barn
- 2011 – Pressad av tid
- 2012 – Tröjan du hatar
- 2012 – När jag går ner
- 2012 – Nej
- 2012 – Hon vill vara du
- 2012 – Där jag hänger min hatt
- 2015 – Ingen annan rör mig som du
- 2015 – Du får göra vad du vill med mig
- 2015 – Västerbron
- 2016 – Din idiot
- 2016 – Det vet väl du
- 2017 – Säg nåt som får mig att stanna
- 2018 – Mer för varandra (con gli Estraden)
- 2018 – Om du lämnar mig nu
- 2019 – Seven Eleven
- 2019 – Bilen
- 2020 – Saker som gör ont
- 2020 – September
- 2020 – Tillfälligheter
- 2020 – Glad för din skull
- 2021 – Ensam
- 2021 – Ringar på vattnet
- 2022 – Jag lovar
- 2022 – Tänker på dig
- 2022 – Jag vill inte bråka
- 2022 – Som ett minne blott (con Benjamin Ingrosso)
- 2022 – En sån som han
- 2022 – Cara mia
- 2022 – Rymden och tillbaks (feat. Victor Leksell)
- 2022 – Så mycket bättre 2022 – Tolkningarna
- 2023 – 2015
- 2023 – Hjärtat utanpå min skjorta
- 2024 – Långa vägen hem
- 2024 – Näktergal
- 2024 – Enchanté (con Svea)
- 2024 – Hur ska jag sova inatt
- 2024 – Trubbel & kaos